# MAF (broń)
MAF – włoski przenośny zestaw przeciwpancerny zaprojektowany we włoskiej firmie OTO Melara.
Na początku lat dziewięćdziesiątych XX wieku we włoskie firmie zbrojeniowej OTO Melara zaprojektowano przenośny zestaw przeciwpancerny III generacji przeznaczony do zwalczania celów na odległość od 75 m do ponad 3000 m, który oznaczono jako MAF.
Zestaw ten składa się z zasobnika z pociskiem, podstawy z naziemną aparaturą sterującą i zespołu celownika z nadajnikiem wiązki laserowej. Zestaw wyposażony jest również w celownik termowizyjny umożliwiający strzelanie w nocy.
Półautomatyczny system naprowadzania ogranicza rolę operatora do utrzymywania krzyża celownika na celu. Dzięki sprzężeniu z celownikiem nadajnika promieniowania laserowego oś emitowanej wiązki jest skierowana na cel. Nadajnik pracuje w zakresie bliskiej podczerwieni. Umieszczony w tylnej części pocisku detektor odbiera zmodulowane częstotliwościowo promieniowanie laserowe i na tej podstawie określa odległość pocisku od osi wiązki, aparatura wypracowuje sygnał sterujący korygujący lot pocisku. Takie rozwiązanie zapewnia dużą odporność systemu na zakłócenia stosowane przez przeciwnika.
Pocisk wyrzucany jest z zasobnika za pomocą silnika startowego, a następnie uruchamiany jest silnik marszowy umożliwiający osiągnięcie maksymalnej prędkości około 300 m/s. Pocisk w czasie lotu obraca się dookoła osi podłużnej. Zmianę kierunku lotu zapewniają stery aerodynamiczne w układzie kaczki umieszczone w przedniej części pocisku, a rozkładane po starcie stateczniki umożliwiają odpowiednią stabilizację. Pocisk ma głowicę kumulacyjną zapewniającą dużą przebijalność pancerza.
System naprowadzania zapewnia prawdopodobieństwo trafia do 95% oraz zasięg do 2000 m w dowolnych warunkach atmosferycznych oraz do 3000 m w warunkach dobrej widoczności.
Zestawy te produkowane są we włoskiej wytwórni OTO Melara oraz na licencji w brazylijskiej wytwórni ORBITA.
Znajdują się one na wyposażeniu armii włoskiej i brazylijskiej. W ten zestaw wyposażone są oddziały włoskie w Iraku. Zainteresowane kupnem tych zestawów były również Libia, Irak, Iran i Wietnam, lecz brak jest danych czy je zakupiły.

## Dane taktyczno-techniczne zestawu przeciwpancernego MAF
- Kaliber pocisku: 130 mm;
- Masa:
  - zestawu z jednym pociskiem: 38 kg;
  - pocisku: 18 kg;
- Długość (w zasobniku): 1400 mm;
- Zasięg: 75 – ponad 3000 m;
- Prędkość maksymalna pocisku: 290 m/s.